# Técnicas de duelo: una cuestión de honor
Técnicas de duelo: una cuestión de honor és una pel·lícula dramàtica colombiana de 1988 dirigida per Sergio Cabrera amb guió de Humberto Dorado. Va ser protagonitzada per Frank Ramírez, Humberto Dorado, Fausto Cabrera, Florina Lemaitre, Vicky Hernández, Ángelo Javier Lozano, Kepa Amuchastegui i Edgardo Román. Es tracta del segon llargmetratge de Cabrera després d' Elementos para una acuarela de 1987. En 1995 Cabrera va gravar una nova versió d'aquesta pel·lícula, titulada Águilas no cazan moscas, amb un repartiment similar al presentat a Técnicas de duelo.

## Nominacions i premis
El 1991 fou nominada al Goya a la millor pel·lícula estrangera de parla hispana. El 1992 va guanyar el premi a la millor pel·lícula al brasiler Festival de Gramado.

## Sinopsi
A la fi de la dècada de 1950 s'enfronten en duel un carnisser i un mestre per l'amor d'una dona. Aparentant una estranya neutralitat, les autoritats locals van optar per romandre indiferents davant la confrontació.

## Repartiment
- Frank Ramírez
- Humberto Dorado
- Fausto Cabrera
- Florina Lemaitre
- Vicky Hernández
- Ángelo Javier Lozano
- Kepa Amuchastegui
- Edgardo Román
- Manuel Pachón
- Luis Chiape
- Antonio Aparicio